# Lloc geomètric
En matemàtiques, el lloc geomètric és el conjunt de punts que comparteixen una propietat comuna. El lloc geomètric acostuma a formar una figura o figures contínues com, per exemple, una recta, definida com el lloc geomètric dels punts del pla tals que equidisten de dos punts fixos.
Les corbes còniques poden ser descrites mitjançant els seus llocs geomètrics:
- Una circumferència és el lloc geomètric dels punts del pla tals que la distància al centre és un valor fixat .
- Una el·lipse és el lloc geomètric dels punts del pla tals que la suma de les distàncies dels punts fins als focus és un valor fix.
- Una paràbola és el lloc geomètric dels punts del pla tals que les distàncies dels punts al focus i a la directriu són iguals.
- Una hipèrbola és el lloc geomètric dels punts del pla tals que la diferència de les distàncies entre els focus és un valor constant.

Alguns altres llocs geomètrics rellevants són l'arc capaç d'un segment lineal i un angle, i el cercle d'Apol·loni de dos punts i una raó.
Una lemniscata és el lloc geomètric dels punts del pla tals que el producte de les distàncies de dos punts focals fixats és una constant.
Algunes figures molt complexes poden ser descrites mitjançant el lloc geomètric engendrat pels zeros d'una funció o d'un polinomi. Per exemple, les quàdriques estan definides com el lloc geomètric dels zeros de polinomis quadràtics. En general, els llocs geomètrics generats pels zeros del conjunt de polinomis reben el nom de varietat algebraica; les propietats d'aquestes varietats s'estudien en la geometria algebraica.